# Cordilheira do Alasca

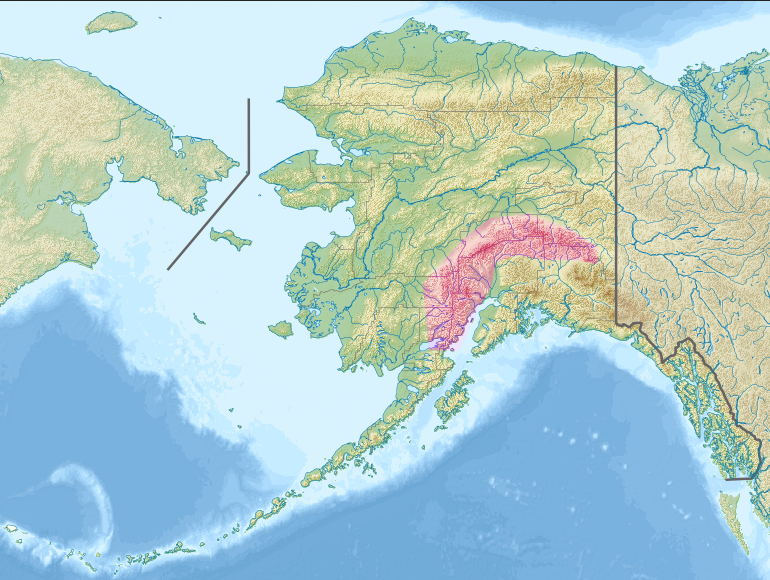
Localização da cordilheira

A cordilheira do Alasca é uma cordilheira do sul do Alasca, Estados Unidos da América, com cerca de 650 km de comprimento. É uma extensão das Montanhas Costeiras, estendendo-se em semicírculo desde a Península do Alasca até à fronteira com o território de Yukon, no Canadá.
O Monte Denali, que fica no Parque Nacional Denali, é o seu cume mais alto, com 6 190 m, e também o mais alto da América do Norte. Muitas montanhas próximas excedem os 4 000 m de altitude, como o monte Silverthrone, o monte Hayes, o monte Hunter e o monte Foraker.

## História
A cordilheira forma um arco geralmente leste-oeste com sua parte mais ao norte no centro e, a partir daí, tende para o sudoeste em direção à Península do Alasca e às Ilhas Aleutas, e segue para o sudeste até a Colúmbia Britânica e as Cordilheiras da Costa do Pacífico. As montanhas agem como uma alta barreira ao fluxo de ar úmido do Golfo do Alasca para o norte e, portanto, têm um dos climas mais severos do mundo. A forte nevasca também contribui para uma série de grandes geleiras, incluindo Cantwell, Castner, Black Rapids, Susitna, Yanert, Muldrow, Geleiras Eldridge, Ruth, Tokositna e Kahiltna. Quatro grandes rios cruzam a cordilheira do Alasca, incluindo os rios Delta e Nenana no centro da cordilheira e os rios Nabesna e Chisana a leste.
A cordilheira faz parte do Círculo de Fogo do Pacífico, e a Falha de Denali, que corre ao longo de sua borda sul, é responsável por muitos terremotos importantes. O Monte Spurr é um estratovulcão localizado no extremo nordeste do Arco Vulcânico das Aleutas, que tem duas aberturas, o cume e o pico da cratera nas proximidades.
Partes da Cordilheira do Alasca são protegidas dentro de Wrangell-St. Elias National Park and Preserve, Denali National Park and Preserve, e Lake Clark National Park and Preserve. A Rodovia George Parks de Anchorage a Fairbanks, a Rodovia Richardson de Valdez a Fairbanks e o Tok Cut-Off de Gulkana Junction a Tok, no Alasca, passam por partes baixas da cordilheira. O Oleoduto do Alasca é paralelo à Rodovia Richardson.

## Grandes picos
| Nome               | Elevação (pês/m) | Elevação (pês/m) |
| ------------------ | ---------------- | ---------------- |
| Denali             | 20 310           | 6 190            |
| Monte Foraker      | 17 400           | 5 300            |
| Monte Hunter       | 14 573           | 4 442            |
| Monte Hayes        | 13 832           | 4 216            |
| Monte Silverthrone | 13 218           | 4 029            |
| Monte Moffit       | 13 020           | 3 970            |
| Monte Deborah      | 12 339           | 3 761            |
| Monte Huntington   | 12 240           | 3 730            |
| Monte Brooks       | 11 890           | 3 620            |
| Monte Russell      | 11 670           | 3 560            |